# Ponton

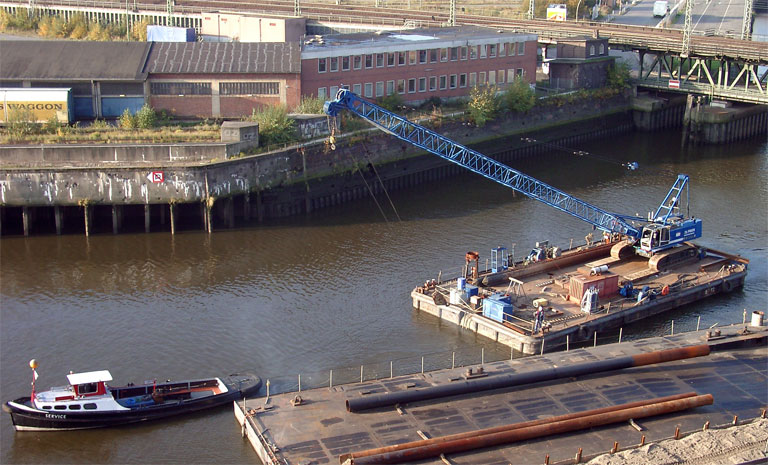
Eine Arbeitsplattform wird im Hamburger Hafen verholt.

Ein Ponton (französisch ponton, von lateinisch ponto, zu pons „Brücke“) oder Schwimmplattform ist ein Schwimmkörper, der, meist fest verankert, als wasserstandsabhängiger Träger für verschiedene Aufgaben verwendet wird. Im Gegensatz zum Boot ist er zwar meist transportfähig, aber nur eingeschränkt fahrtauglich. Pontons verfügen über keinen eigenen Antrieb und haben im Gegensatz zu Schiffen ohne eigenen Antrieb meist keine strömungsgünstige Form. Pontons sind üblicherweise geschlossen und luftgefüllt.

## Verwendung

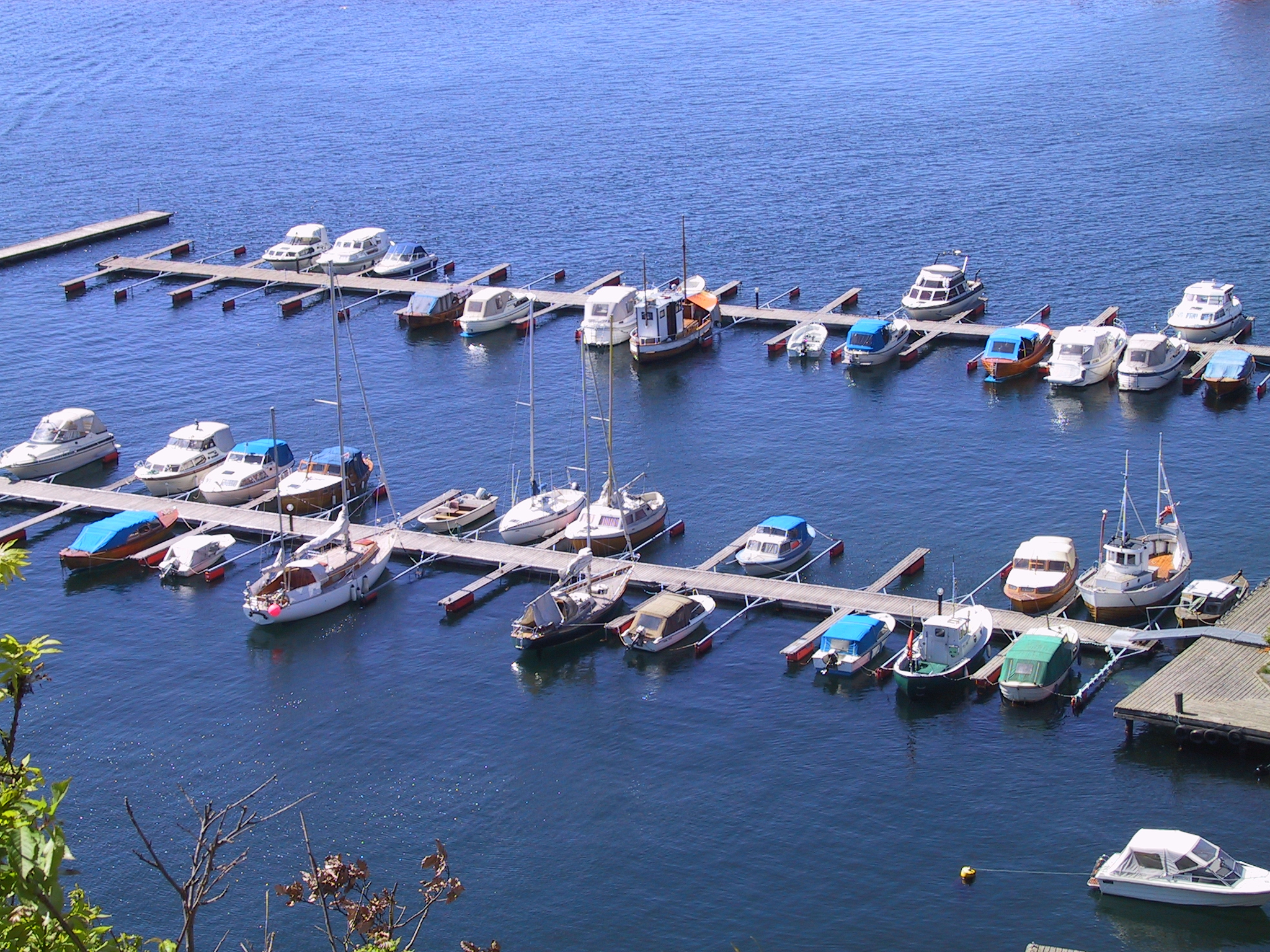
Schwimmsteg

Pontons werden für schwimmende Schiffsanleger, als Schwimminsel in Badeseen, für spezielle Flöße, für Wohnboote und Schwimmhäuser, für Schwimmbagger und Schwimmkräne verwendet. Als Anlegesteg bieten Pontons eine wasserstandsunabhängige Festmachmöglichkeit für Schiffe. Dies ist vor allem bei Gewässern mit Tidenhub von Vorteil. Die Landungsbrücken in Hamburg bestehen aus Pontons, ebenso die Steg-Anlagen vieler Yachthäfen.

### Arbeitsplattform
Pontons werden auch als Arbeitsplattformen verwendet. Sie werden von Schleppern zu ihrem Bestimmungsort gebracht und dort verankert. Auf dem Ponton befinden sich dann alle für die Arbeitsaufgabe notwendigen Einrichtungen (Werkzeuge, Kräne, Material), manchmal auch Unterkünfte für die Arbeiter.
Pontons mit Holzschuppen werden in Hamburg als „Lieger“ bezeichnet; sie dienten früher den Ewerführern als Werkstatt, Lager, Büro und auch Wohnraum.

### Schwimm-Brücke

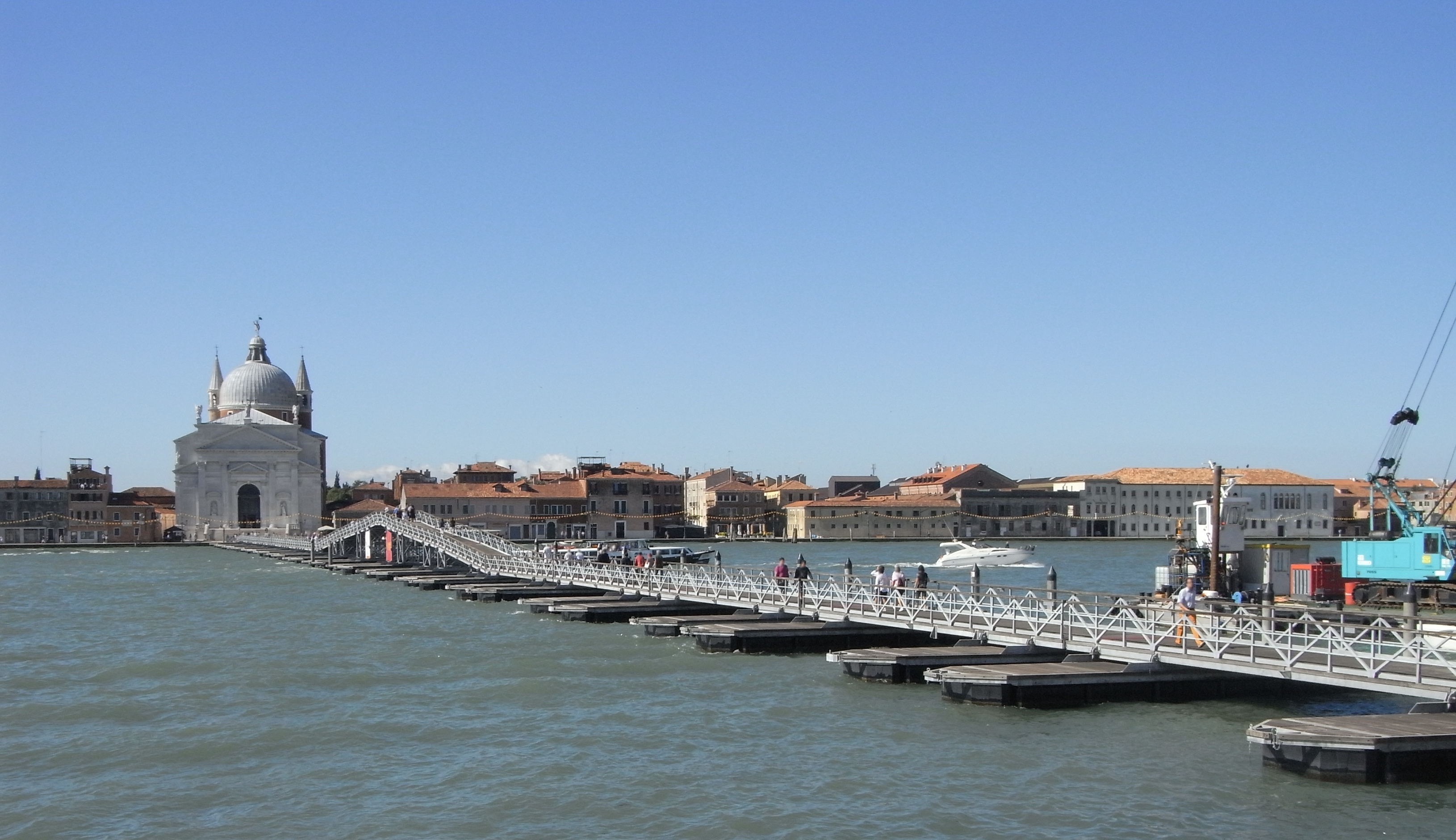
Schwimm-Brücke beim Erlöserfest in Venedig

Ein weiteres Einsatzgebiet für Pontons sind Pontonbrücken, die vor allem dem militärischen Einsatz oder als vorübergehender Ersatz für zerstörte Brücken dienen (siehe Mehrzweckponton und Bodan-Fähre).

### Boote
Boote mit Pontons als Schwimmkörper werden auch Pontonboot genannt.

### Seebühne
Pontons werden auch für Theaterbühnen, die auf der Wasseroberfläche schwimmen, verwendet, wie beispielsweise die Seebühne am Lunzer See in Niederösterreich.

### Stabilisierung

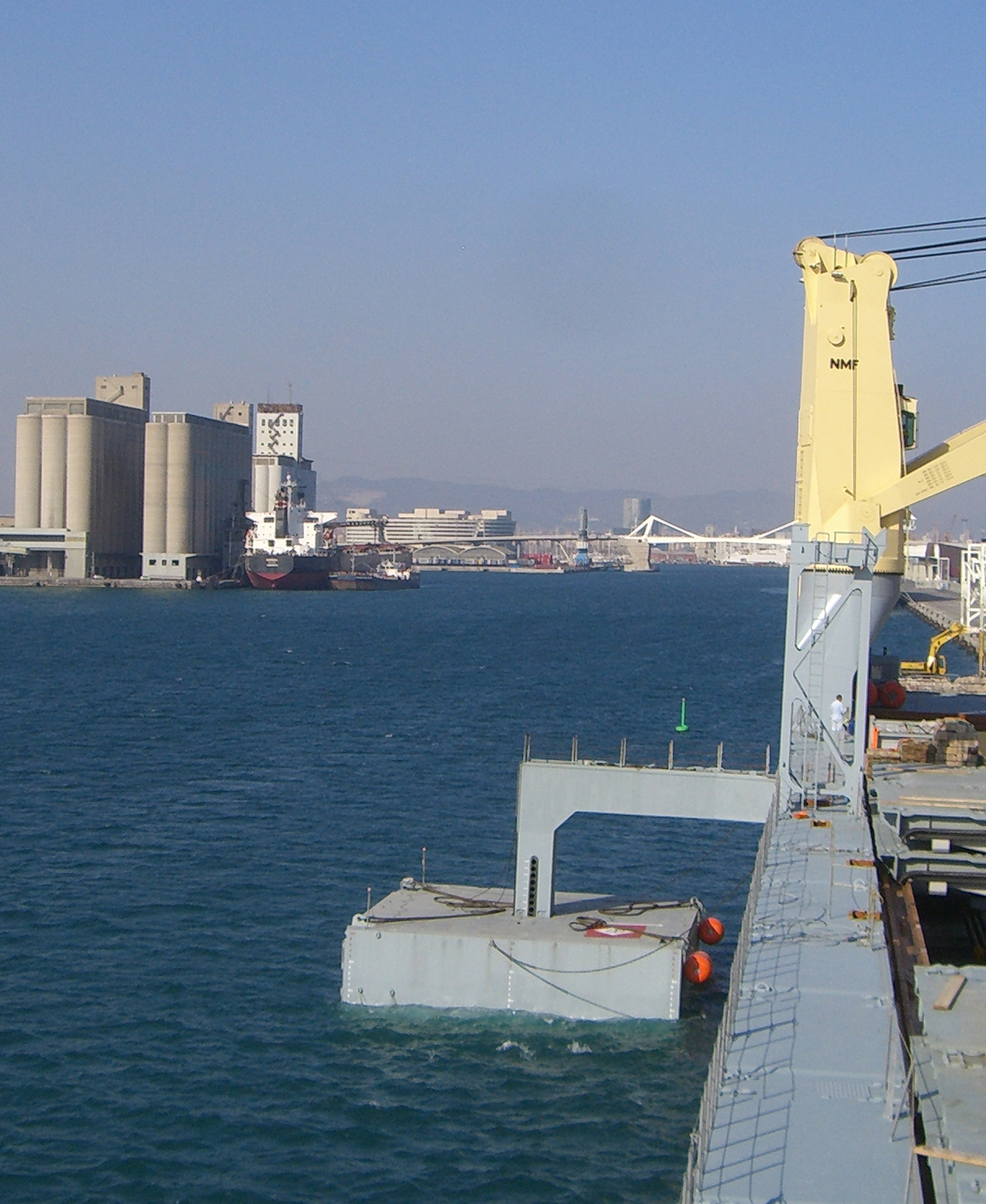
Stabilitätsponton zur Vergrößerung der Stabilität des Schiffes bei Schwergutoperationen

Außerdem sind einige Schwergutfrachter mit Stabilitätspontons ausgerüstet. Diese Pontons werden beim normalen Betrieb an Deck oder im Rumpf des Schiffes gelagert. Beim Laden und Löschen der Ladung werden die Pontons, die mit einem Ausleger am Schiff befestigt sind, seitlich zu Wasser gelassen, wodurch die Stabilität stark erhöht wird. Hierdurch kann im Zusammenwirken mit sogenannten Anti-Heeling-Tanks die Krängung des Schiffes bei Aufnahme großer Lasten minimiert werden.

## Materialien
Als Materialien werden alle auch im Schiffbau verwendeten Werkstoffe eingesetzt. Am häufigsten wird Stahlblech und Beton als Ballast und Aussteifung verwendet. Für kleinere Pontons werden auch Holz-, Leichtmetall- und Kunststoff-Konstruktionen oder mehrere Fässer eingesetzt.
Für Badestege und Bootsliegeplätze sind luftgefüllte, etwa würfelförmige Elemente aus geblasenem Thermoplast weit verbreitet. Sie werden an den vertikalen Kanten mit Bolzen an Laschen zusammengehalten.